# Capitule (botanique)
Pour les articles homonymes, voir Capitule.

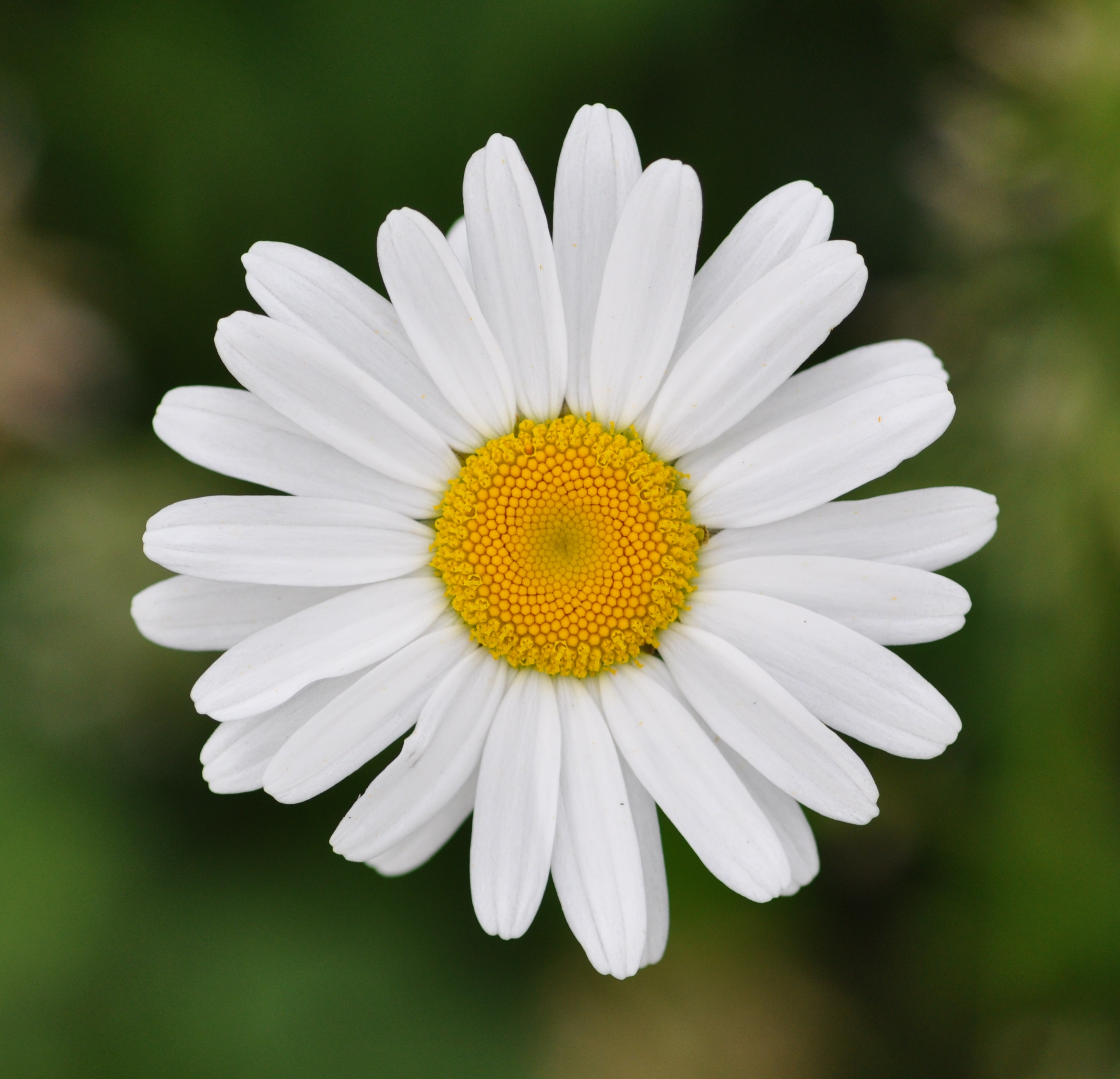
Fleur de Marguerite commune

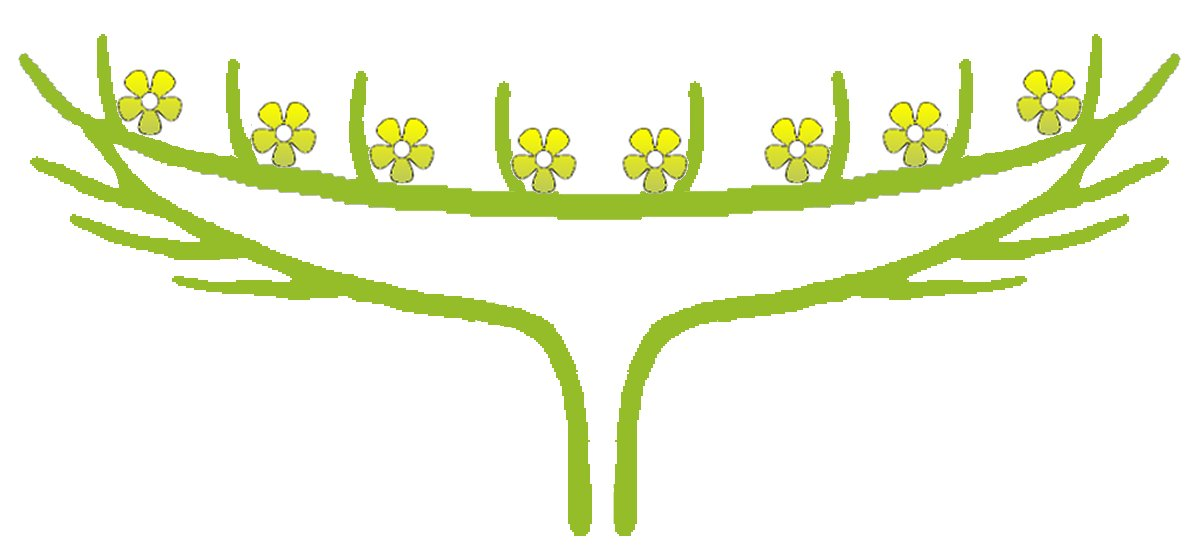
Schéma d'un capitule avec réceptacle floral concave.

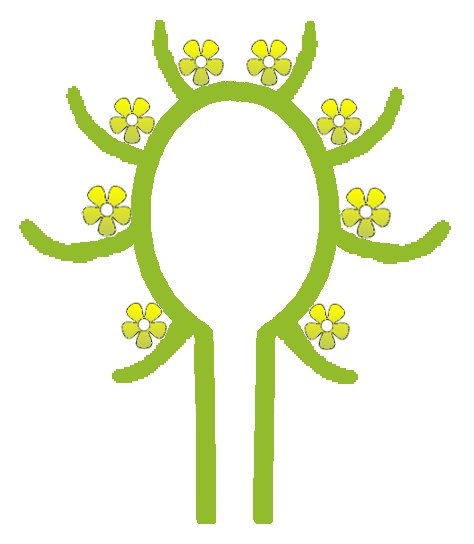
Schéma d'un capitule avec réceptacle convexe.

Le capitule (du latin capitulum, petite tête, diminutif de caput, tête) est un type d'inflorescence mimant ou ressemblant à une fleur unique. Ce pseudanthium (« fausse-fleur) correspond à des fleurs sans pédoncules regroupées sur un réceptacle, entourées d'un involucre de bractées.
Cette inflorescence caractérise stricto sensu la famille des Asteraceae (d'où leur ancien nom de Composées). La marguerite est un exemple type de capitule, qui ressemble à première vue à une fleur simple, au cœur jaune, bordé de longs pétales blancs, et qui est en réalité « composée » de nombreuses petites fleurs sessiles ou fleurons.
D'autres familles présentent des espèces ayant une inflorescence en capitule, parfois appelée inflorescence capituliforme ou pseudo-capitule :
- les dipsacacées ;
- les campanulacées (par exemple les jasiones) ;
- les apiacées (dans le cas des panicauts).

Sur le plan morphologique, le capitule est l'homologue d'une ombelle dont les rayons seraient raccourcis à l'extrême.
Capitule a pour synonymes céphalanthe, calathide et anthode.

## Les éléments qui composent le capitule
- Le réceptacle : c'est un plateau élargi qui résulte de la transformation de l'axe de l'inflorescence. Il peut être plat ou bombé en cône plus ou moins proéminent, ou creusé en cuvette. Plus ou moins charnu, il peut prendre des dimensions étonnantes dans le cas du tournesol. Dans certains cas, il porte des écailles insérées entre les fleurs, qui constituent parfois un caractère utile pour la détermination des espèces.
- L'involucre constitué de bractées (feuilles transformées) qui entourent le réceptacle et protègent l'ensemble du capitule.
- Les fleurs, appelées fleurons chez les Asteraceae. Elles sont sessiles, c'est-à-dire sans pédicelle (mais on peut dans certains cas, comme chez le panicaut, observer un court pédoncule). Chez les Composées, les fleurons sont des fleurs à corolle soudée (gamopétale) formant un tube ; elles sont de deux types :

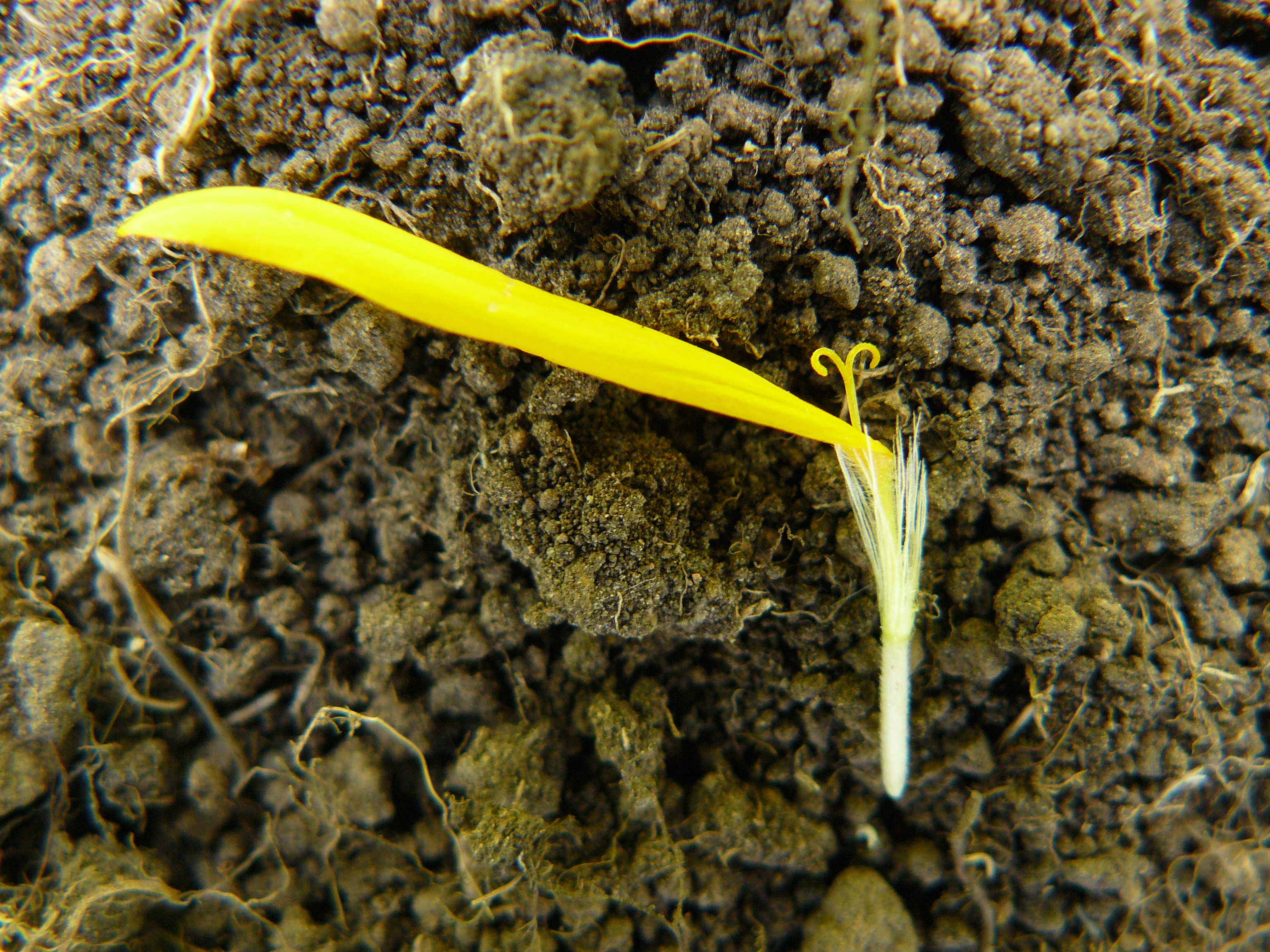
Fleuron ligulé dArnica montana détaché de son capitule

- - les fleurons ligulés ou demi-fleurons : situés à la périphérie, ils portent une languette allongée, la ligule, qui simule un pétale de fleur simple ; ils sont unisexués femelles (pistillés) ;
  - les fleurons tubulaires : situés au centre du plateau, formant un tube terminé par cinq lobes, ils sont hermaphrodites (staminés et pistillés)[3].

On trouve chez les Astéracées des plantes à capitules composés uniquement de fleurons tubulés (ex. : les centaurées), des plantes à capitules composés uniquement de fleurons ligulés (ex. : les pissenlits véritables du genre Taraxacum), et des plantes à capitules comprenant les deux types de fleurons (ex. : les marguerites).
La disposition des fleurons sur le réceptacle forme des spirales régulières  dextres et sénestres qui suivent les règles de la phyllotaxie dans lesquelles on peut retrouver la suite de Fibonacci.

## Origine évolutive
L'origine évolutive du capitule reste très débattue. Pour les inflorescences, la tendance évolutive va vers un raccourcissement des entre-nœuds dû à la réduction de l'activité des méristèmes intercalaires, d'où le passage de la grappe ou de la cyme vers l'épi et le capitule. Selon le botaniste Arthur Cronquist, le capitule a pour origine la condensation d'une grappe et d'une cyme avec disparition des pédicelles. Selon le botaniste Raúl Pozner (es), le capitule a pour origine une structure condensée combinant des ordres de ramification cymeuse et racémeuse.

## Un capitule comestible: l'artichaut

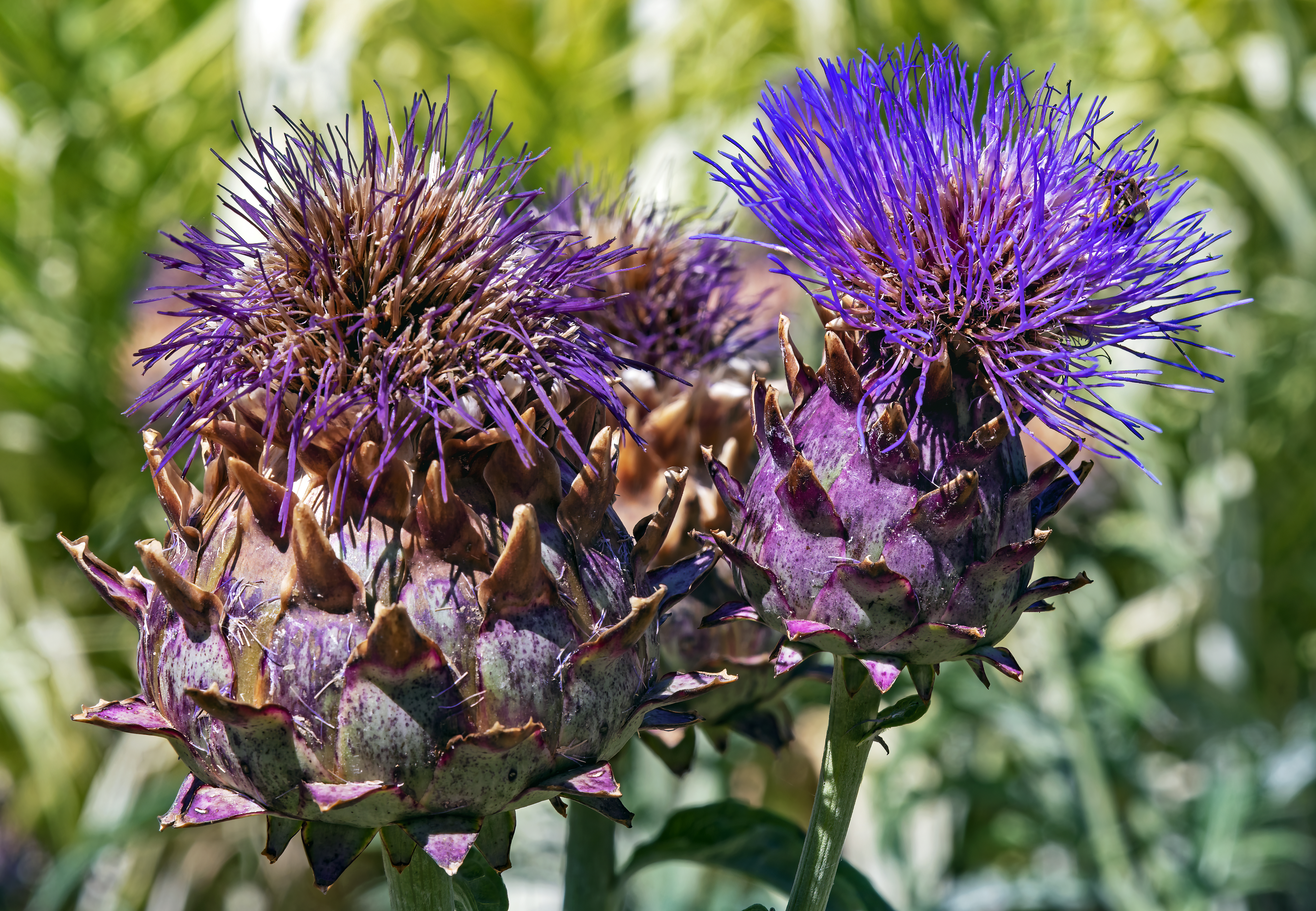
Capitule d'artichaut

Dans l'artichaut, ce sont le réceptacle et la base des bractées qui sont comestibles. L'artichaut est cueilli jeune, avant la floraison complète et l'ouverture du capitule.

## Faux capitules
Certaines inflorescences compactes et denses sont parfois appelées capitules, mais en réalité ce sont des grappes. C'est le cas du trèfle.

## Inflorescences de capitules
Les capitules peuvent eux-mêmes présenter une disposition particulière sur la plante. Ils peuvent être isolés (cas des pissenlits) ou être eux-mêmes réunis en inflorescences de différents types : grappes, épis, corymbes, panicules, voire capitules - cas de l'edelweiss, ou encore cas particulier de l'échinops, dont le capitule sphérique est constitué par la réunion de capitules élémentaires à fleuron unique.

## Galerie

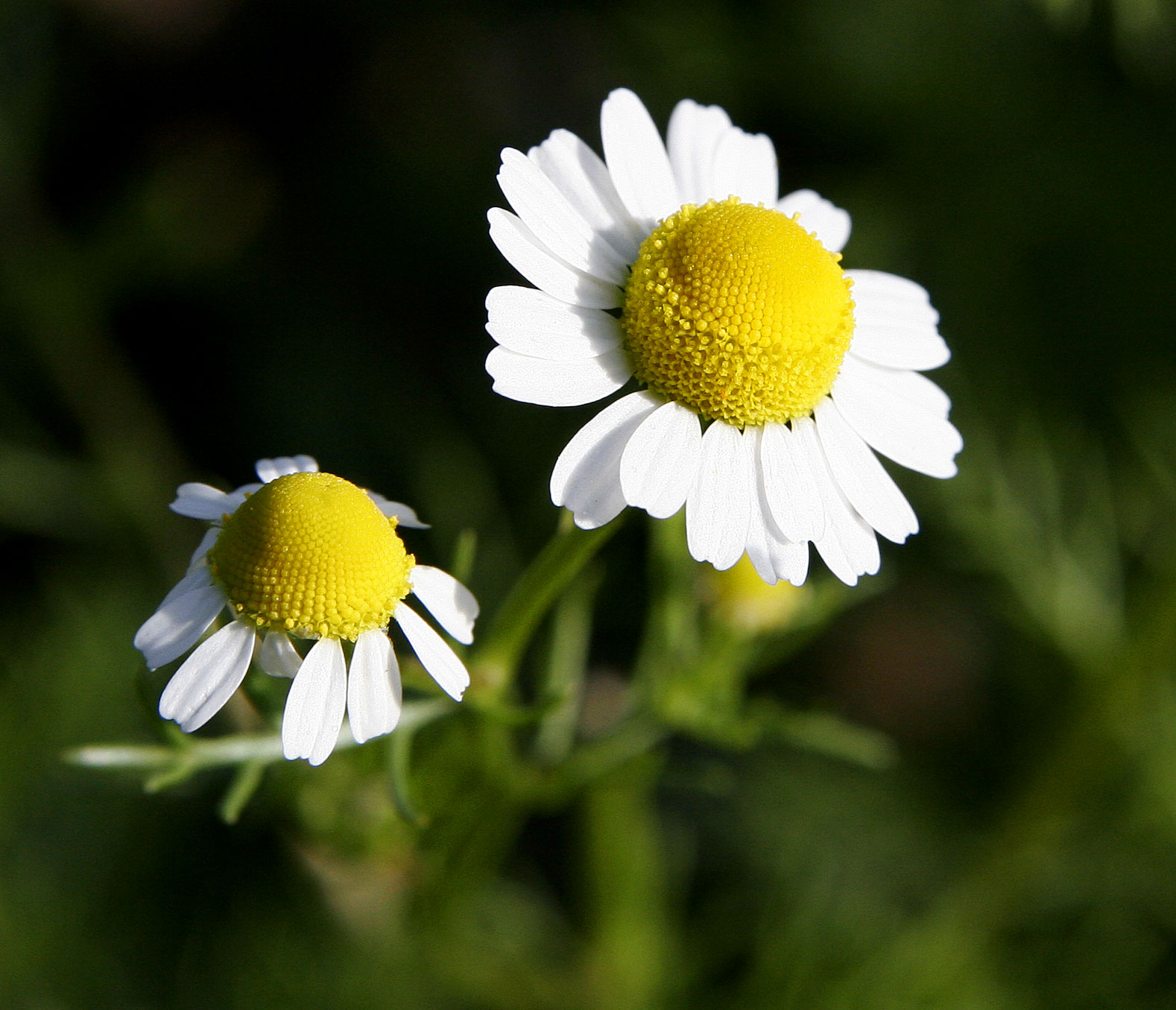
Camomille sauvage.
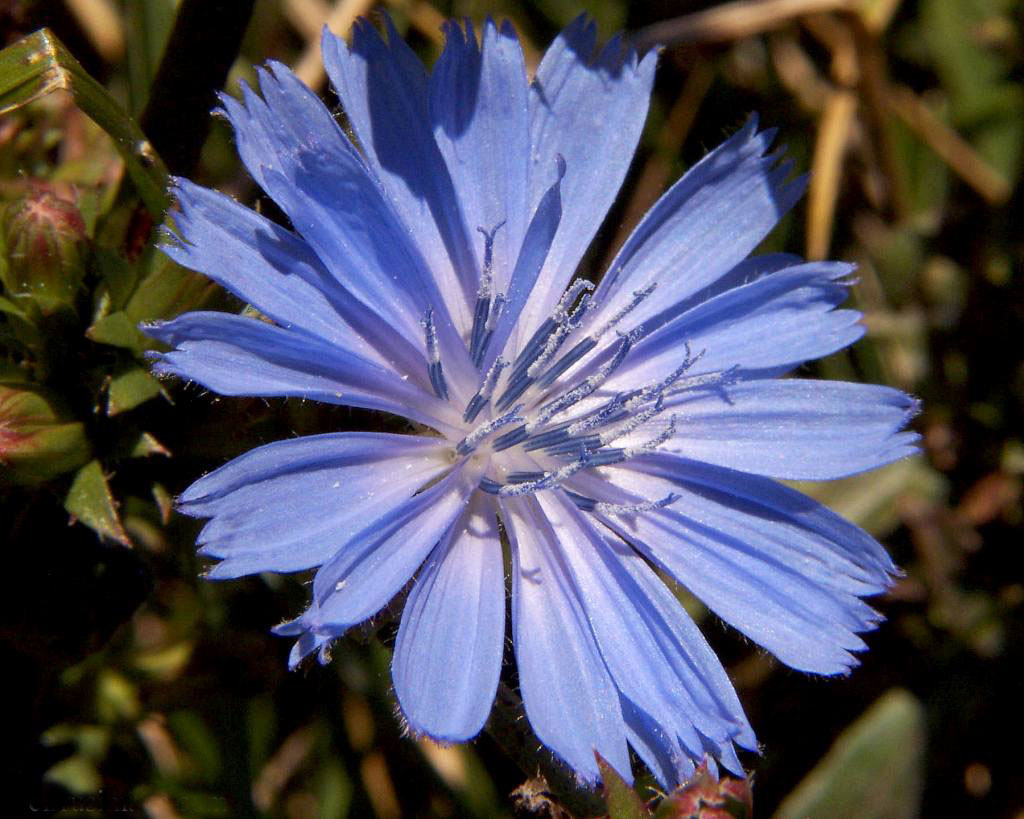
Chicorée.
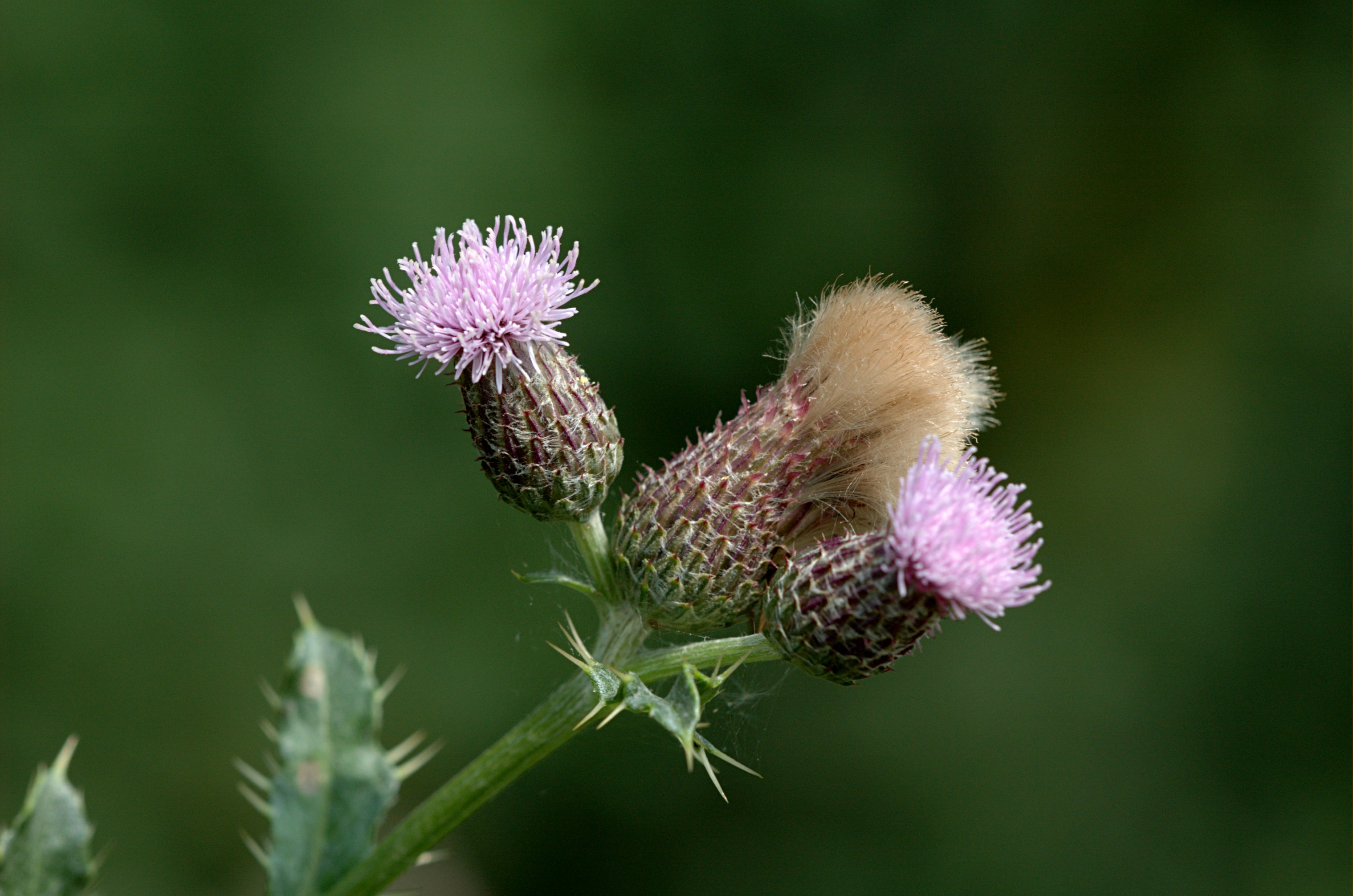
Cirse des champs.
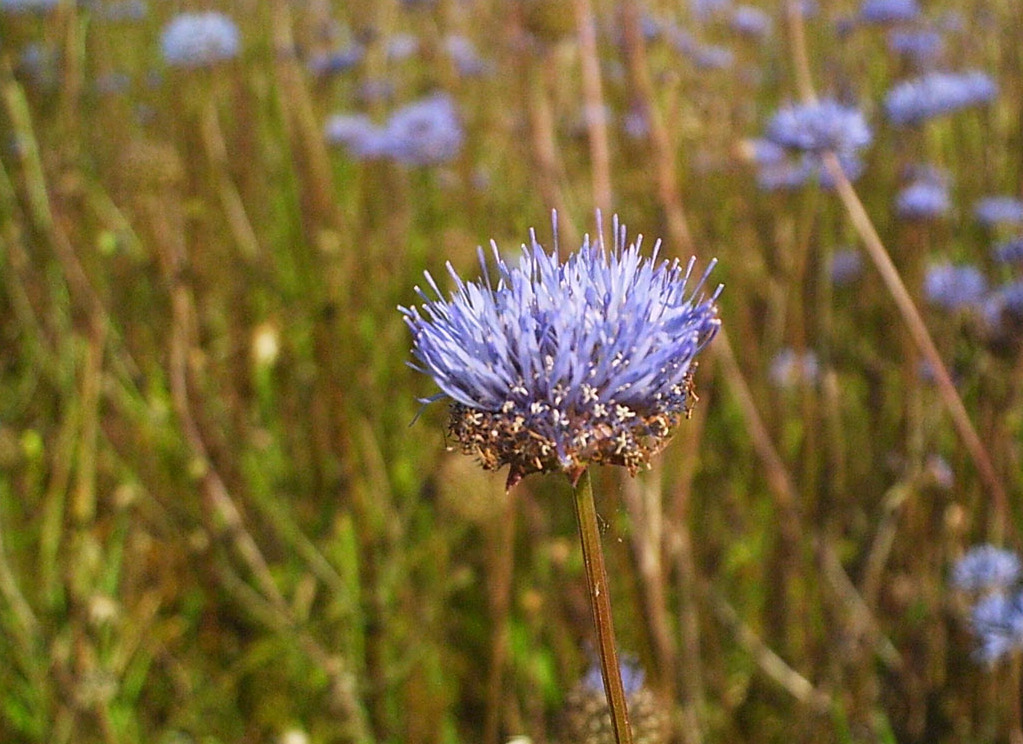
Jasione des montagnes.
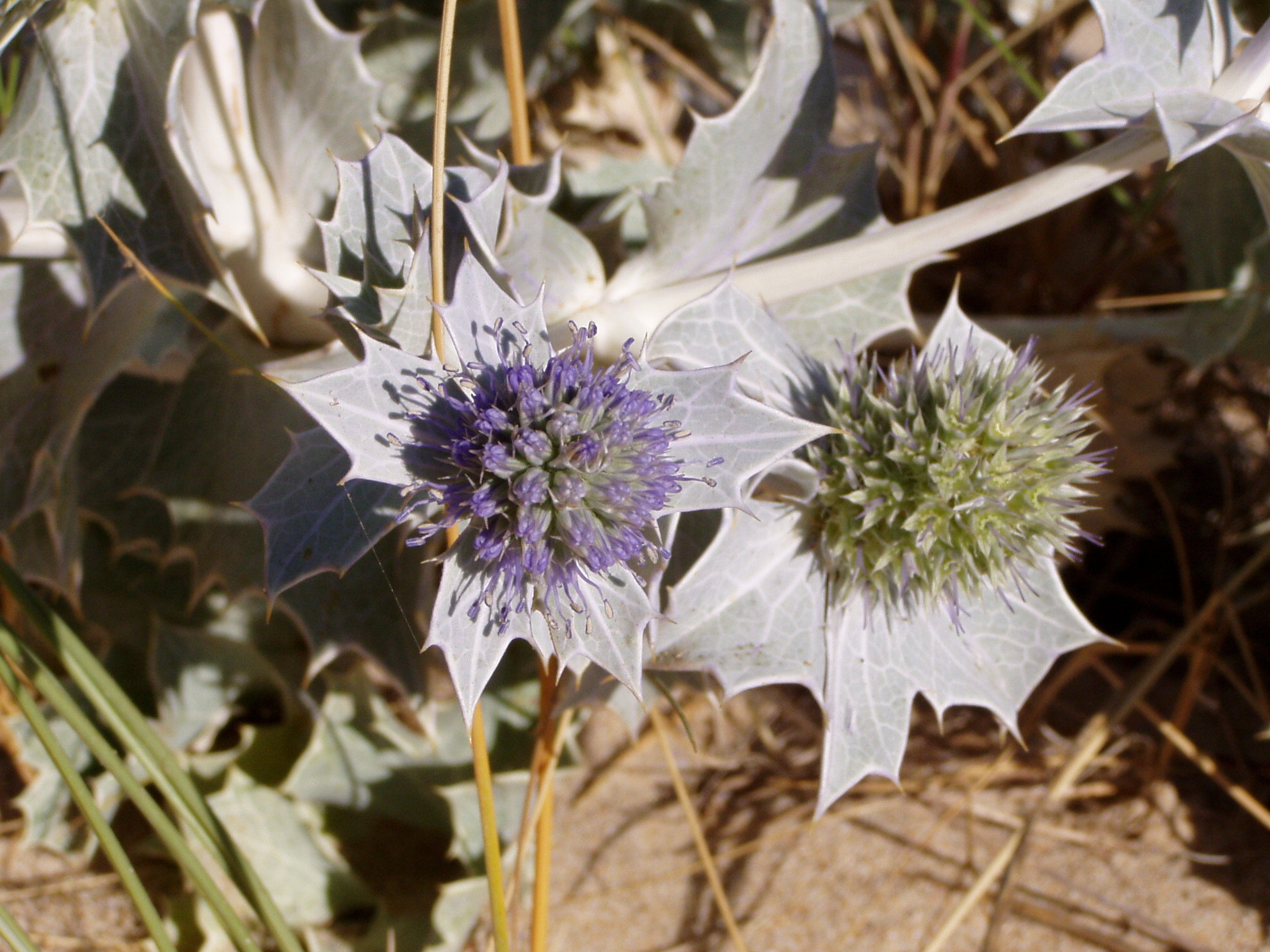
Panicaut maritime.
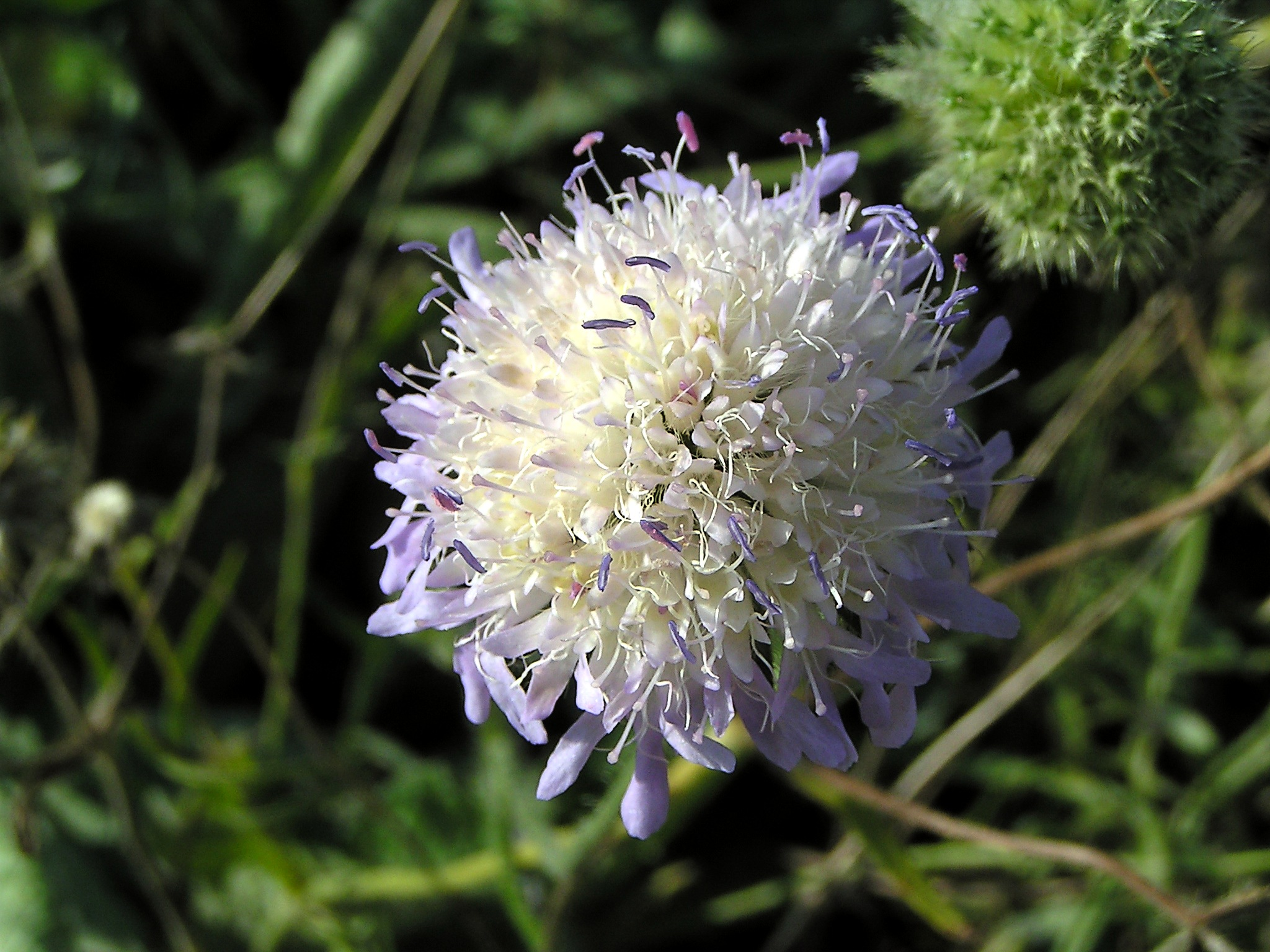
Knautie.
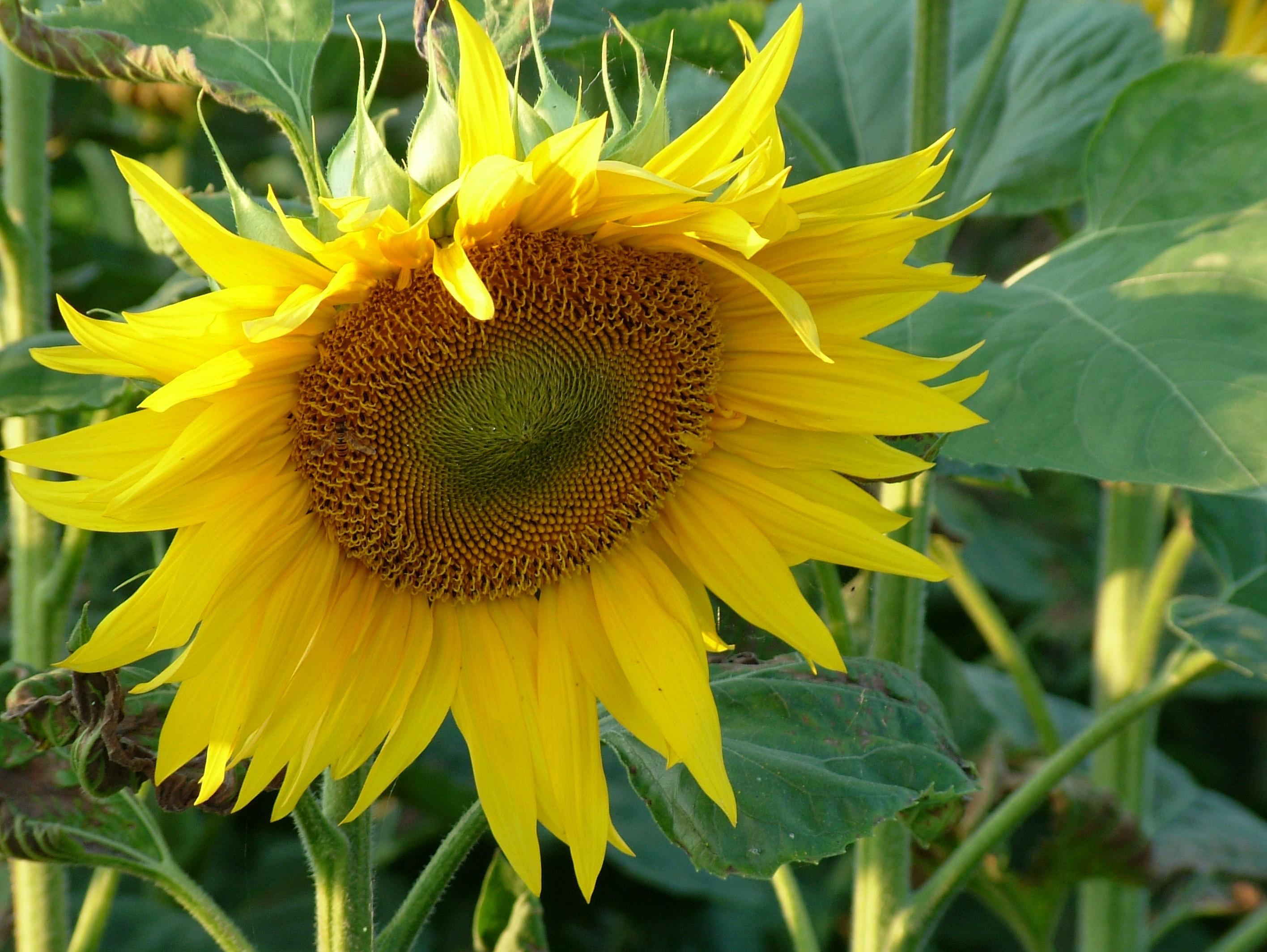
Tournesol.
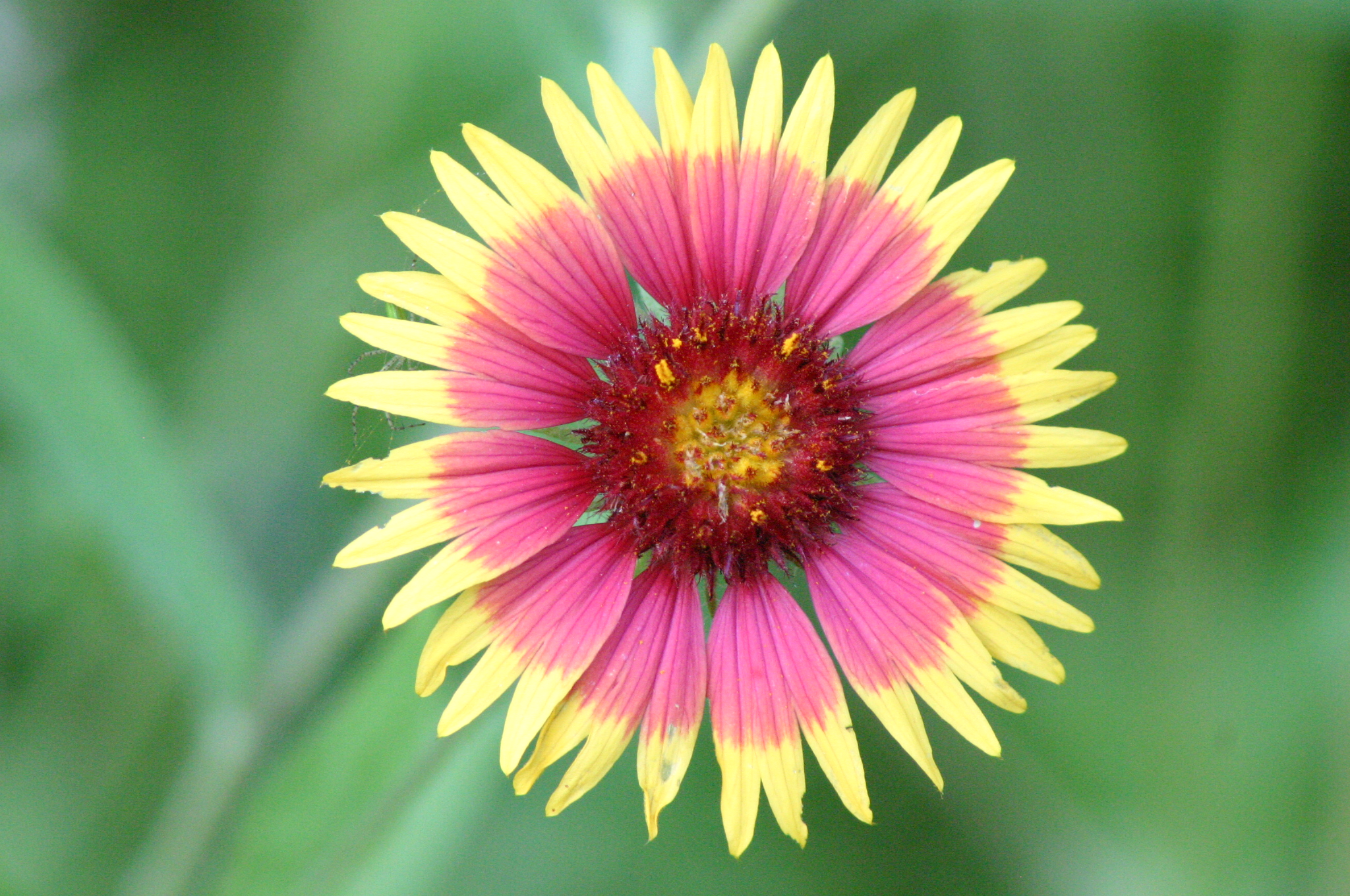
Gaillardia pulchella.
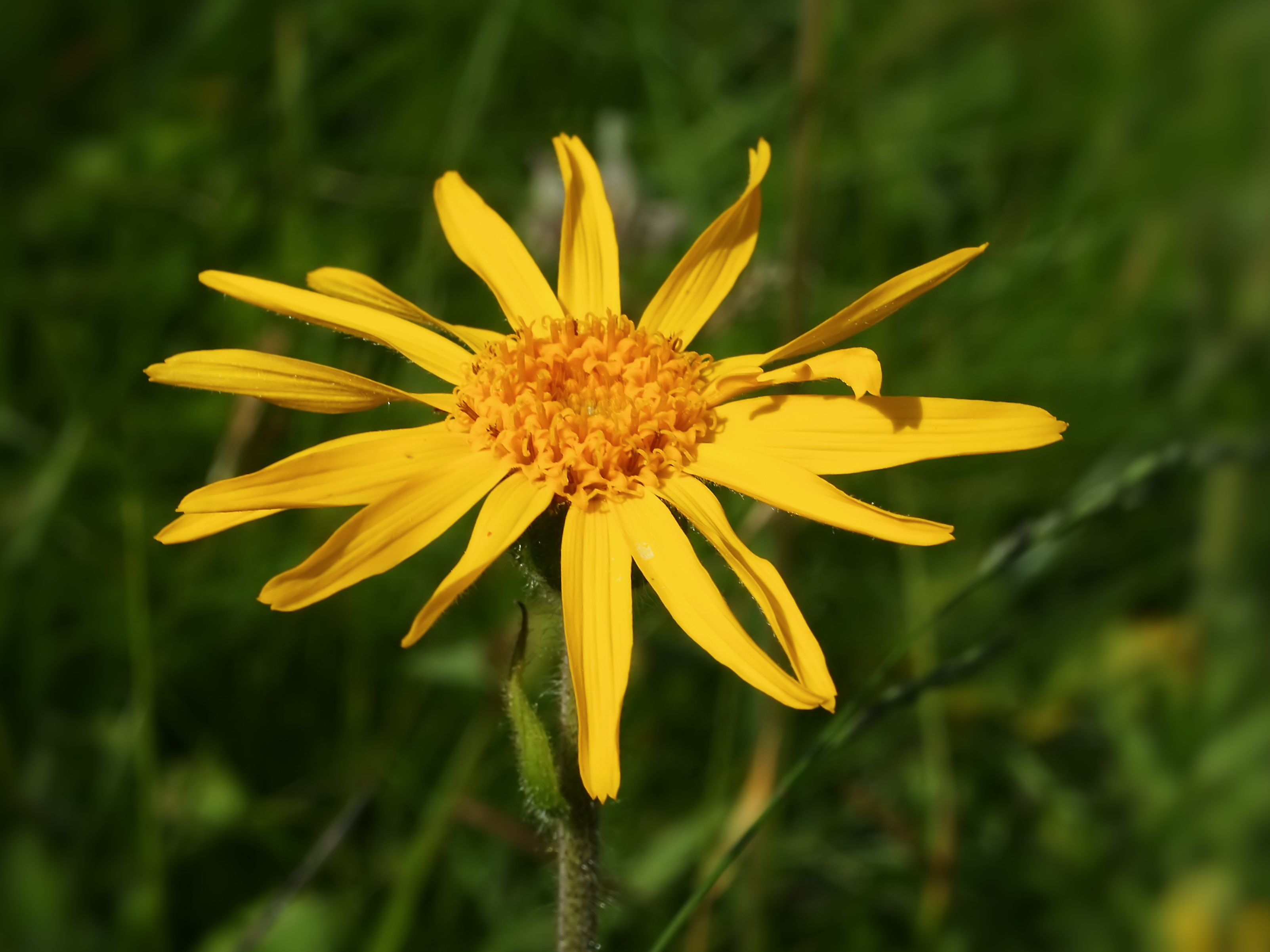
Capitule d'Arnica montana.
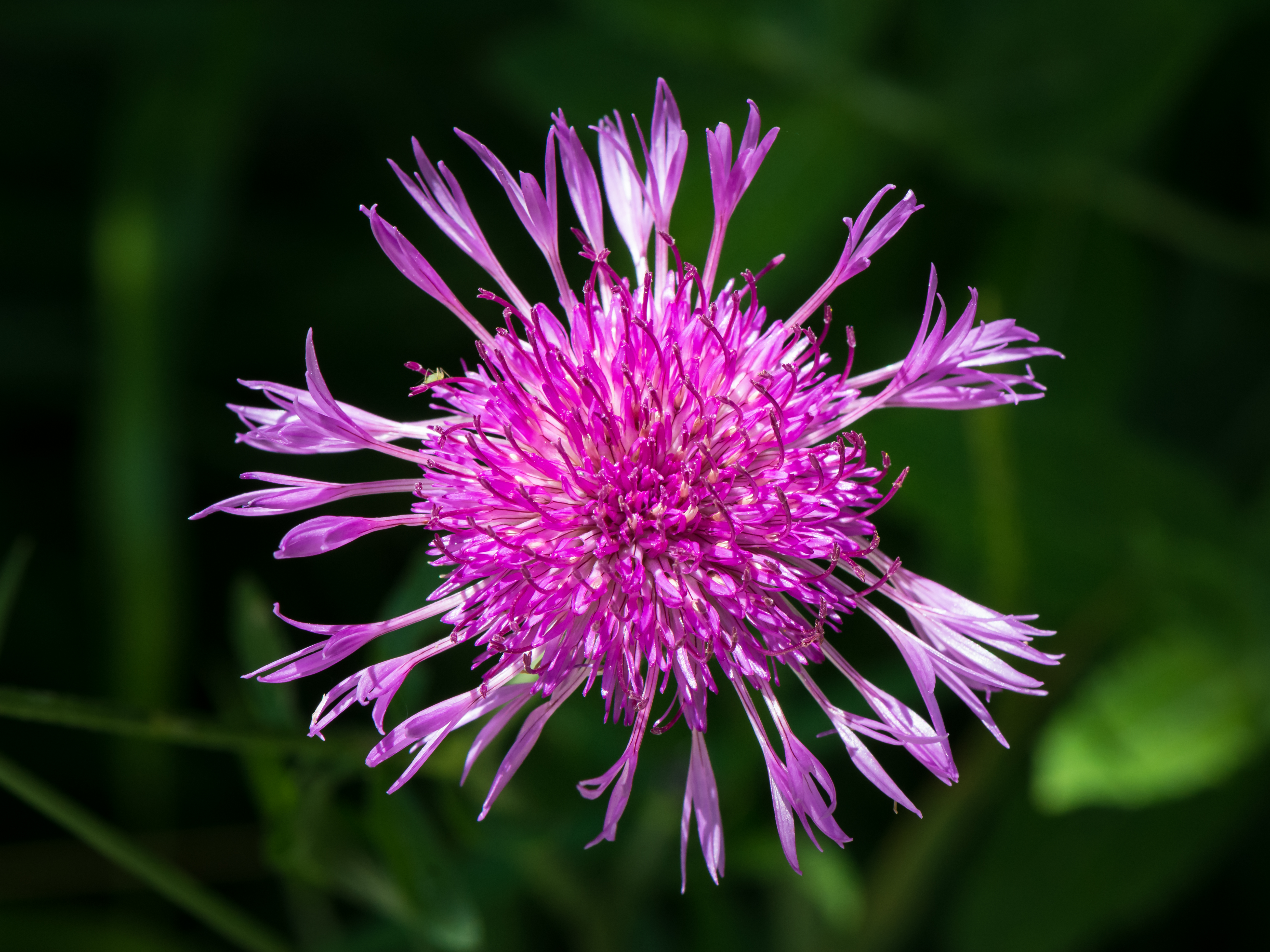
Capitule de centaurée jacée.
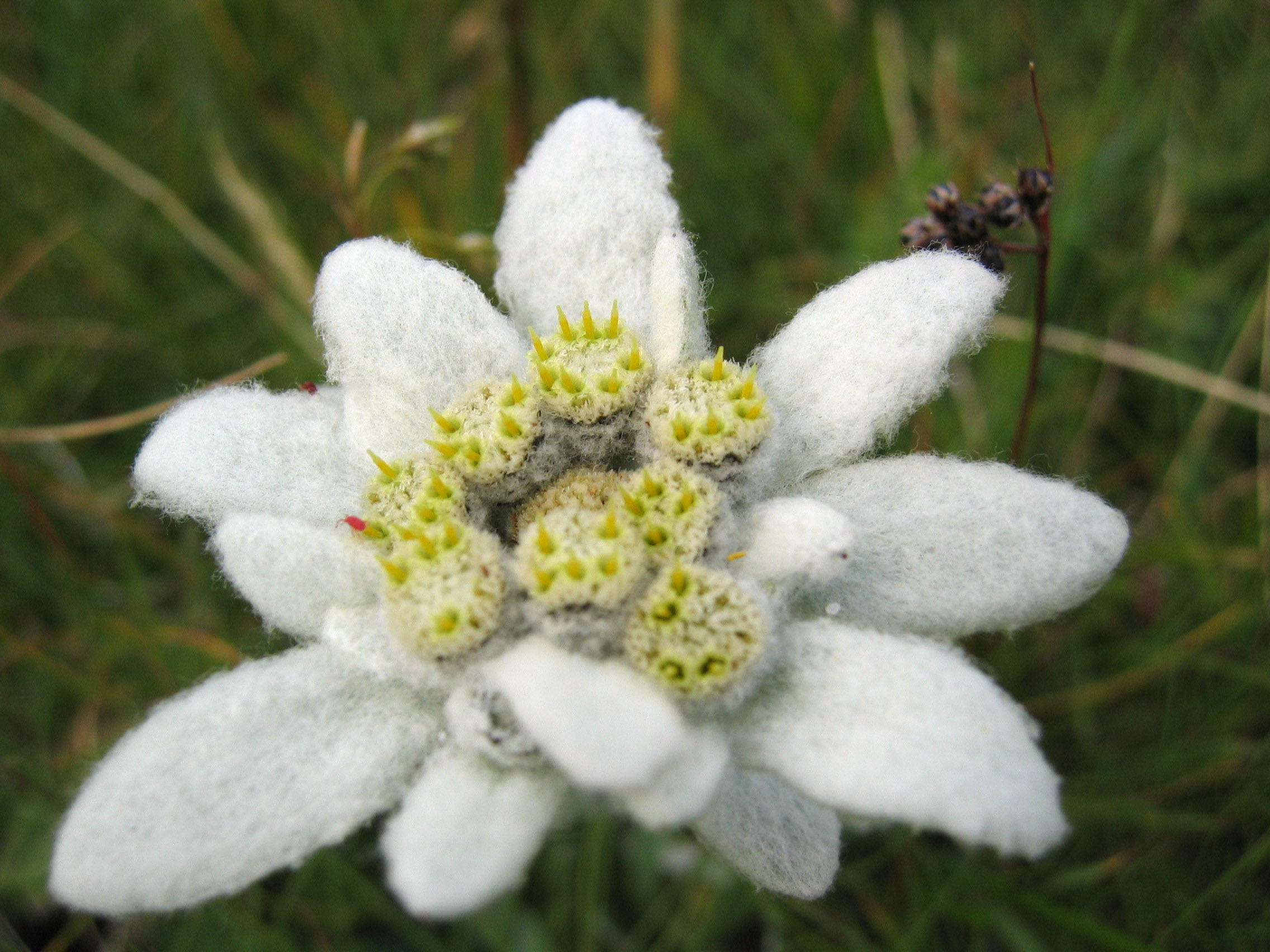
Capitule de capitules chez l'edelweiss.